# Ватикано-івуарійські відносини
Ватикано-івуарійські відносини — двосторонні дипломатичні відносини між Святим Престолом та Кот-д'Івуаром, які були встановлені у жовтні 1970-го року. Значну частку населення Кот-д'Івуару становлять католикі, складаючи майже п'яту частину населення, і вважається, що між двома державами є теплі відносини.
Кот-д'Івуар має посольство в Римі недалеко від Ватикану, а Святий Престол має апостольську нунціатуру в Абіджані. Нинішній посол Кот-д'Івуару у Ватикані — Андре Філіп Гауз. Термін повноважень архієпископа Джозефа Спітері як апостольського нунція в Кот-д'Івуарі закінчився 7 березня 2018 року. Папа Франциск призначив Анте Йозича на його місце 2 лютого 2019 року,  але Йозич був серйозно поранений в автокатастрофі в Хорватії 7 квітня, і його посвячення в єпископи було відкладено.  

## Візити на високому рівні
Президент Алассан Уаттара відвідав Ватикан у листопаді 2012 року і поговорив з Папою Бенедиктом XVI. Вони обговорили відносини між двома країнами, роль католицької церкви в Кот-д'Івуарі та прогрес, досягнутий цією країною останніми роками після івуарійської кризи 2010—2011 років . Вони також обговорили можливість підписання двосторонньої рамкової угоди, аналогічної до тих, які Святий Престол підписав з іншими африканськими країнами, в якій буде визначено правовий статус церкви в Кот-д'Івуарі. 